# Stephan Loewentheil

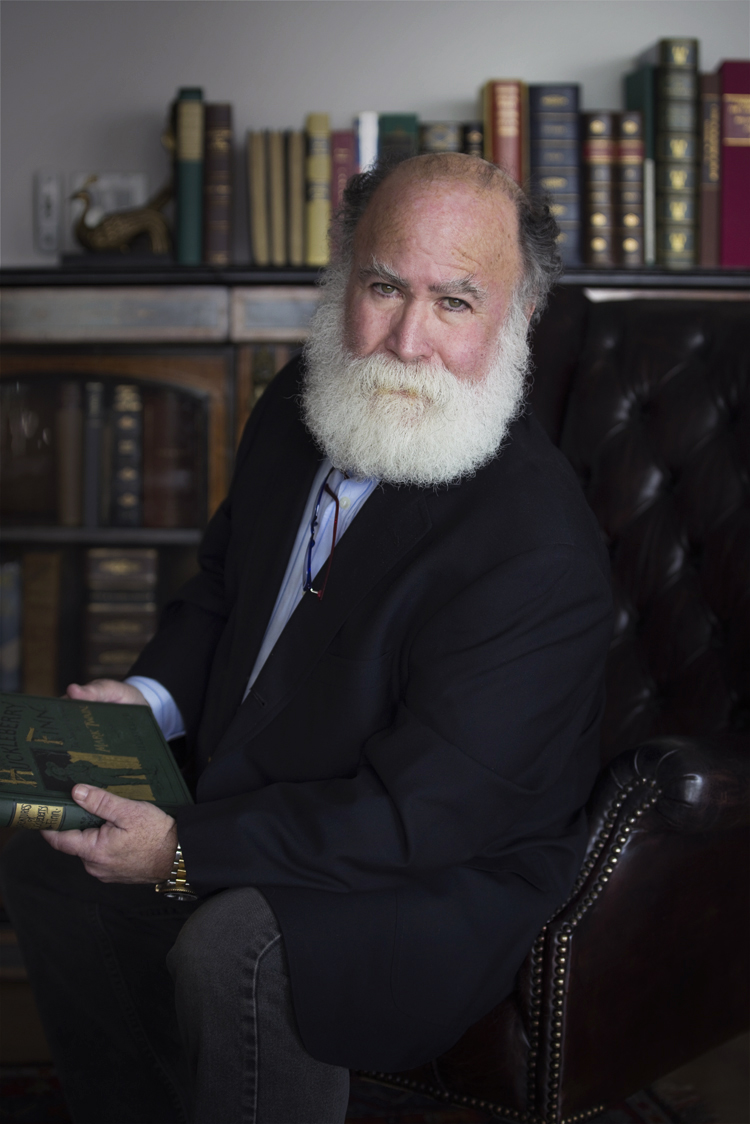
Stephan Loewentheil (2018)

Stephan Loewentheil (* 1950 in Brooklyn) ist ein prominenter amerikanischer Antiquar sowie Händler und Sammler von seltenen Büchern und Fotografien aus dem 19. Jahrhundert. Zu seinen Kunden gehören Staatsoberhäupter und amerikanische Präsidenten. Er gründete den 19th Century Rare Book and Photography Shop in Brooklyn und Baltimore in Maryland.

## Leben
Stephan Loewentheil wurde 1950 in Brooklyn geboren und wuchs in New Rochelle auf. 1968 besuchte er das Washington & Jefferson College mit einem Abschluss in Geschichte. 1975 wechselte er zur Cornell University und schloss mit einem Juris Doctor ab.
Bereits in jungen Jahren begann er seine Suche nach seltenen Büchern und schließlich eröffnete er sein eigenes Geschäft in Baltimore in Maryland.
Stephan Loewentheil ist ein Unterstützer der New York Public Library und setzt sich, zusammen mit Ethan Hawke, Rick Moody und anderen, für die jährliche Auszeichnung The New York Public Library's Young Lions Fiction Award für junge Schriftsteller und Schriftstellerinnen unter 35 Jahren ein. Seit deren Einführung 2001 wurden unter anderen Molly Antopol, Karen Russell, Jonathan Safran Foer und Uzodinma Iweala ausgezeichnet.
Stephan Loewentheil ist der Eigentümer eines Bio-Bauernhofs in den Catskills im Bundesstaat New York. Er pflanzt Gemüse und Früchte an und züchtet Rinder, Schafe, Truthähne und Hühner. Die Tiere sind koscher und werden mit Unterstützung eines Schochet (Schlachter) verarbeitet. Der Bauernhof entstand aus dem Bedürfnis, der Familie und Freunden Essen vorzusetzen, für das er persönlich verantwortlich war, und um die bedrohte Tradition des Schächtens zu unterstützen. Diese Haltung steht in Einklang mit Eco-Kaschrut, das sich für die Verschmelzung von traditionellen jüdischen Speisegesetzen mit modernen sozial-ökologischen Belangen bemüht, um eine nachhaltige Landwirtschaft und Fleisch von höchster Qualität zu erhalten.
Stephan Loewentheil ist verheiratet und hat drei erwachsene Kinder.

## Käufe, Verkäufe und Spenden

### Diplomatische Geschenke
Während der Administration von George H. W. Bush begann Stephan Loewentheil, seltene Bücher aus der Geschichte und Kultur der USA an das Weiße Haus zu verkaufen, das diese wiederum als Geschenke an ausländische Würdenträger weiterreichte. So erhielt Michail Gorbatschow 1990 bei der Unterzeichnung des Chemiewaffenabkommens in Washington, D.C. die Biographie von John Marshall über George Washington, The Life of George Washington, die auf 1804 datiert ist. Diese Verbindung zwischen dem Weißen Haus und Stephan Loewentheil dauerte bis zur Administration von Barack Obama.

### Fotografie

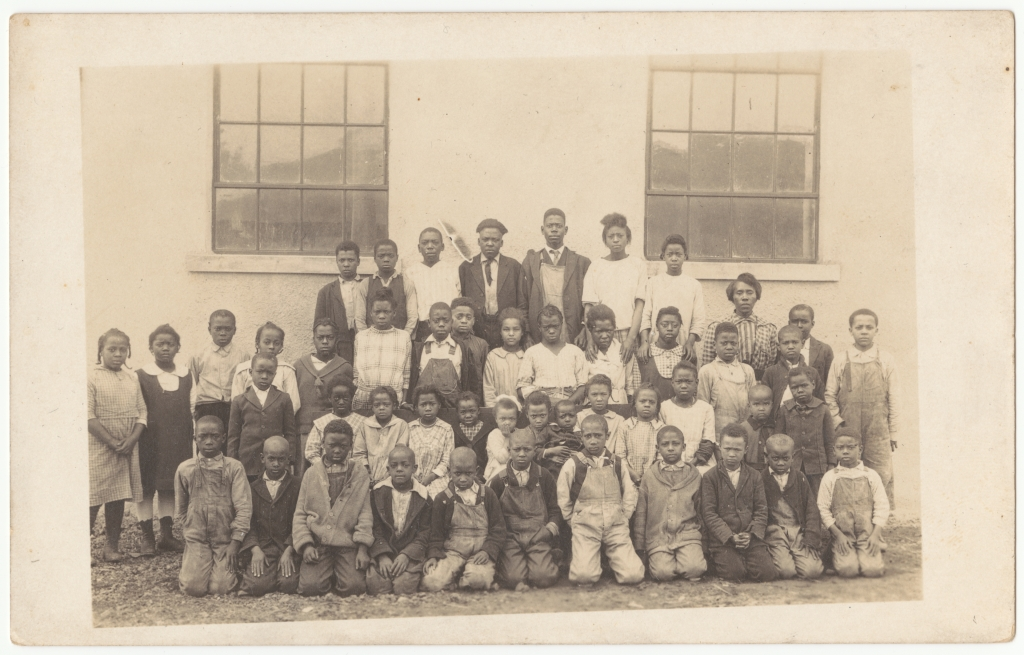
Gruppe von Kindern, ca. 1930. Loewentheil Collection of African-American Photographs, Cornell University Library

Stephan Loewentheil hat ein enges Verhältnis zu seiner ehemaligen Universität, der Cornell University. Mit mehreren Spenden hat er die Stephan Loewentheil Photograph Collection an der Universität aufgebaut.  Sie ist das Kernstück der Sammlung von Kunstfotografien der Cornell University Library.  Die Sammlung umfasst über 16 000 Bilder aus dem 19. und 20. Jahrhundert mit Daguerre Ephemeras und Aufnahmen von anderen Techniken der frühen Fotografie. Zusätzlich enthält sie handkolorierte Fotografien und Ansichtskarten. Thematisch ist sie unterteilt in Bilder von Afroamerikanern, dem Amerikanischen Bürgerkrieg von Mathew Brady, den indigenen Völkern Amerikas, dem amerikanischen Westen und Abraham Lincoln.
2012 gründete Stephan Loewentheil die Kollektion der afroamerikanischen Fotografien. Sie umfasst 654 Aufnahmen aus dem täglichen Leben von Afroamerikanern von 1860 bis 1960. Darunter befinden sich Fotografien von der Lynchjustiz an Thomas Shipp und Abram Smith von 1930 in Indiana oder vom jungen Muhammad Ali im Boxring. Die Sammlung wurde 2017 vollständig digitalisiert und ist auf der Seite der Cornell University Library aufgeschaltet.

## Sammlung

### Fotografie
Stephan Loewentheils fotografische Sammlung gründet auf den frühen Techniken der Fotografie aus dem 19. Jahrhundert: Daguerreotypie, Ambrotypie, Albuminpapier, asphaltbeschichtete Zinnplatten und Cyanotypie. In seiner Sammlung befinden sich seltene Aufnahmen von namhaften amerikanischen Persönlichkeiten des 19. Jahrhunderts, darunter John D. Rockefeller, Abraham Lincoln, Clara Barton und John C. Calhoun. Für das letztgenannte Bild, 1849 aufgenommen von Mathew B. Brady im Daguerreotypie-Verfahren, bot Stephan Loewentheil 338 500 Dollar bei der Versteigerung von Sotheby’s 2011 anstatt der geschätzten 50 bis 70 000 Dollar. Der erzielte Preis stellte einen neuen Rekord für ein Bild des Fotografen dar. Ein anderes Bild von Mathew B. Brady, „Collected for Burial“ aufgenommen an der Schlacht am Antietam 1862, wurde zusammen mit Brady’s eigener Studiokamera an das Metropolitan Museum of Art für eine Wanderausstellung 2014 ausgeliehen.
Stephan Loewentheil besitzt eine Sammlung von historischen Fotografien aus dem 19. Jahrhundert, die China während der Qing-Dynastie zeigen, bevor die Umwälzungen der Moderne das Land und seine Bevölkerung unwiderruflich veränderten. Die Sammlung umfasst mehr als 15 000 Abbildungen. Die Aufnahmen stammen von internationalen Fotografen wie Felice Beato, Thomas Child, William Saunders, John Thomson und den chinesischen Fotografen Pun Lun, Lai Afong und Tung Hing, um nur einige zu nennen. Ein Höhepunkt des Aufbaus der Sammlung über drei Jahrzehnte war der Erwerb eines Albums bei einer Auktion in Pennsylvania im Jahr 2014 mit 56 Albuminabzügen von Felice Beato, das einige der frühesten fotografischen Abbildungen Chinas enthält. Die Stephan Loewentheil Historical Photography of China Collection wurde sowohl in den USA als auch international ausgestellt. 2019 zog die größte Ausstellung in China in den ersten zwei Monaten 70 000 Besucher an.

Fotografien aus der Sammlung Stephan Loewentheil
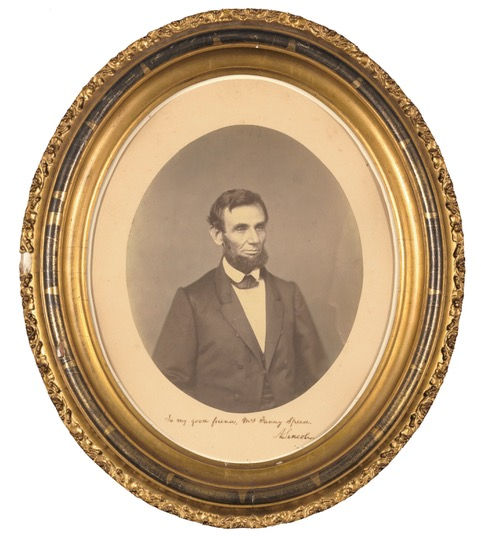
Abraham Lincoln
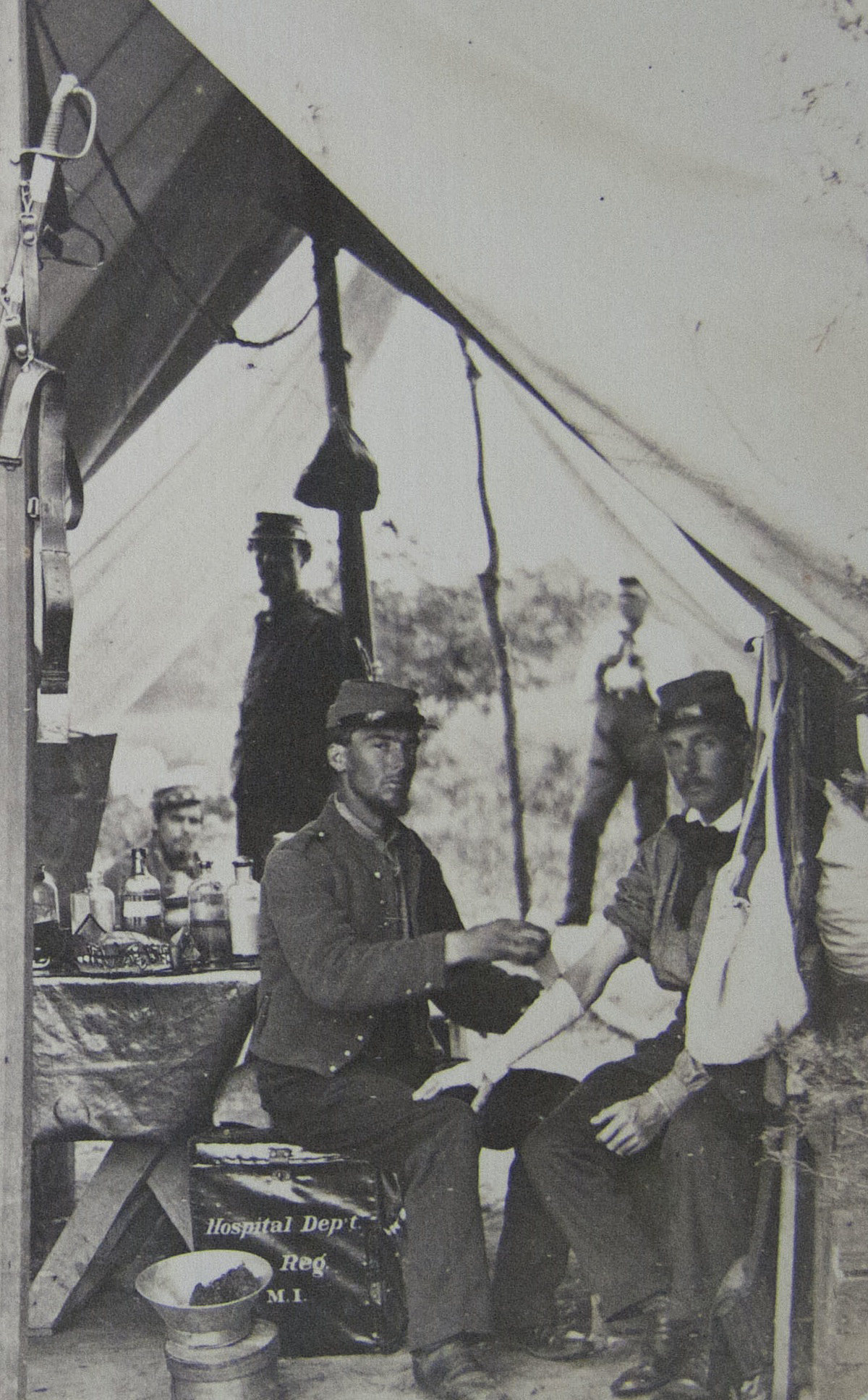
Aufnahme aus dem Amerikanischen Bürgerkrieg von Louis Philippe Albert d’Orléans, comte de Paris, ca. 1862
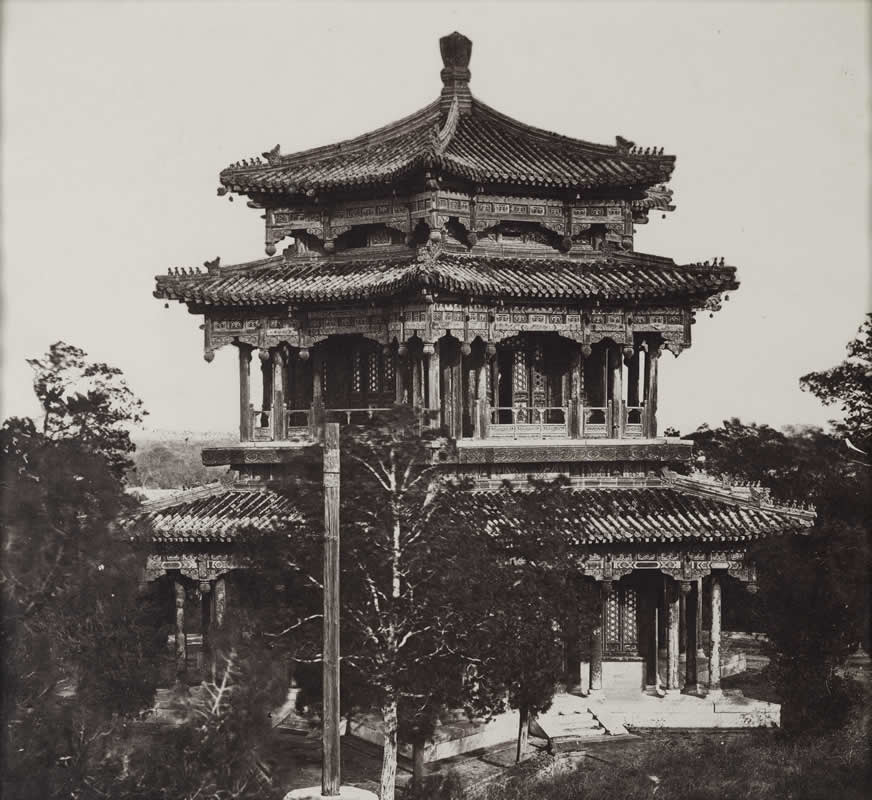
The Great Imperial Palace Before the Burning, Peking, 1860. Felice Beato
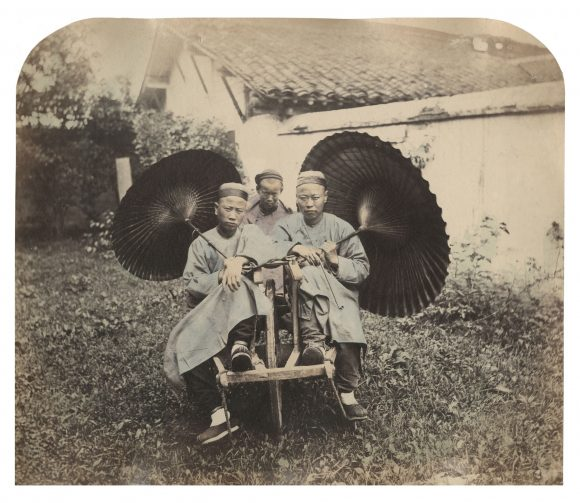
Sketches of Chinese Life and Character, Shanghai, 1860s–1870. William Saunders

## Gestohlene Bücher
Stephan Loewentheil hat im Laufe seiner Karriere mehrfach bei der Wiederbeschaffung von gestohlenen seltenen Büchern geholfen. 1990 war er an der Entdeckung mehrerer gestohlener Frühausgaben von Stücken von William Shakespeare und deren Rückgabe an die Universität von Pennsylvania beteiligt. Ein Teilzeitangestellter der Universitätsbibliothek hatte beinahe 120 seltene Bücher gestohlen, darunter mehrere Quarto-Ausgaben von Shakespeare-Stücken, eine Inkunabel von Dantes Göttlicher Komödie, eine Erstausgabe von Thomas Paines Common Sense und viele andere. Loewentheil begegnete den Büchern bei Bauman Rare Books in Philadelphia, wo sein Verdacht geweckt wurde, dass sie gestohlen sein könnten. Nachdem er ihre Provenienz erforscht hatte, entdeckte er, dass sie Eigentum der Universität von Pennsylvania waren, und setzte sich mit dem FBI in Verbindung, was zur Verhaftung des Diebes und zur Rückgabe der Bücher an die Bibliothek führte.
2013 gab Stephan Loewentheil der Königlichen Bibliothek zu Stockholm zwei seltene Bücher zurück, die der Bibliothek zusammen mit vielen anderen im Zeitraum von 1995 bis 2004 gestohlen worden waren. Es handelte sich dabei um einen illustrierten Text aus dem 19. Jahrhundert über den Mississippi und um ein französisches Buch aus dem 17. Jahrhundert über Louisiana von Louis Hennepin.  Stephan Loewentheil hatte die Bücher an einer Auktion von Ketterer Kunst gekauft und 1998 an einen Kunden weiterverkauft. Erst 14 Jahre später, als die Königliche Bibliothek eine Liste der vermissten Bücher erstellt hatte, entdeckte er, dass es sich um gestohlene Bücher handelte. Er begann die Bücher aufzuspüren, um sie selbst zurückzukaufen und dem rechtmäßigen Eigentümer zurückzugeben. Der Diebstahl von Büchern aus der Königlichen Bibliothek wurde 2004 durch Zufall entdeckt, als jemand eine seltene Karte vom Mississippi verlangte und sie nicht mehr vorhanden war. Der Dieb konnte gefasst werden und es stellte sich heraus, dass er Dutzende von wertvollen Büchern gestohlen hatte, unter anderem eine Erstausgabe des Leviathan von Thomas Hobbes aus dem Jahr 1651 und eine Sammlung von Sonetten von John Donne von 1633.
Stephan Loewentheil hat sich aktiv für die Verurteilung von Diebstahl und Betrug in der Branche der seltenen Bücher eingesetzt und ist ein gefragter Redner auf Konferenzen.